# 漢口駅
漢口駅（かんこうえき）は、中華人民共和国湖北省武漢市江漢区に位置する中国国鉄武漢鉄路局が管轄する駅である。ここでは、武漢地下鉄の漢口火車駅についても記述する。

## 所属路線
- 中国国鉄
  - 京広線：北京駅起点より1205km、広州駅終点まで1089km
  - 合武線：合肥駅起点より357km、本駅が終点
  - 漢丹線：襄樊駅まで315km、丹江駅終点まで418km
  - 漢宜線：本駅起点、宜昌東駅終点まで291.83km。
- 武漢地下鉄
  - ■2号線

## 駅構造

### 中国国家鉄路集団（中国国鉄）
- 単式ホーム1面、島式ホーム9面の地上駅である。18本の線路を持つ。[1]駅の面積は35万平方メートルで、主駅舎は1.8万平方メートル、待合室は優等車用が2、貴賓用が3、普通用が3の合計8個ある。[2]

### 武漢地下鉄
- 島式ホーム1面2線の地下駅である。漢口駅駅前広場の地下にある。ホームの全長は262.391mで全面積は23980平方メートル。6箇所の出口を持つ。将来的には、10号線が開通予定。

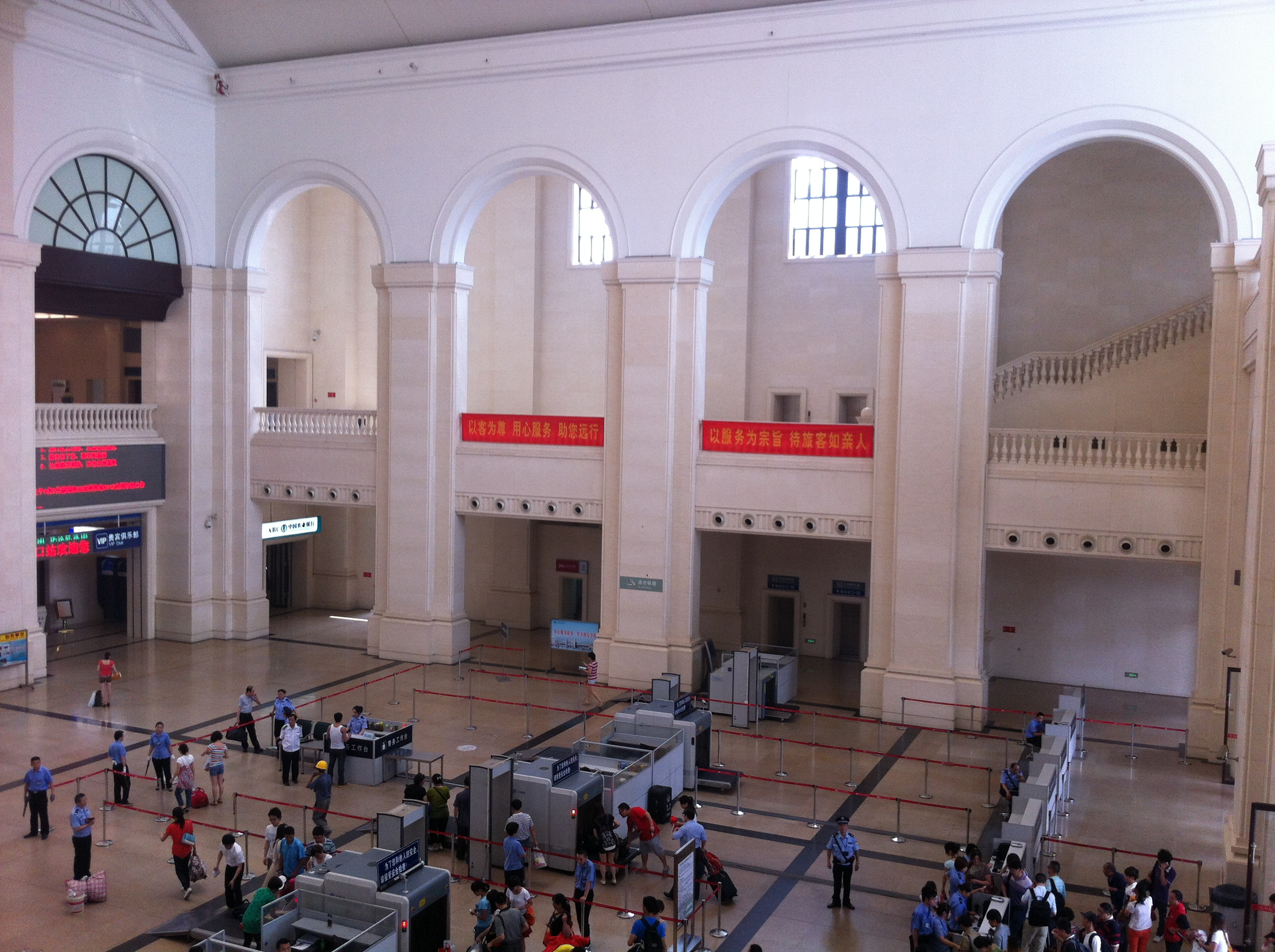
荷物検査場

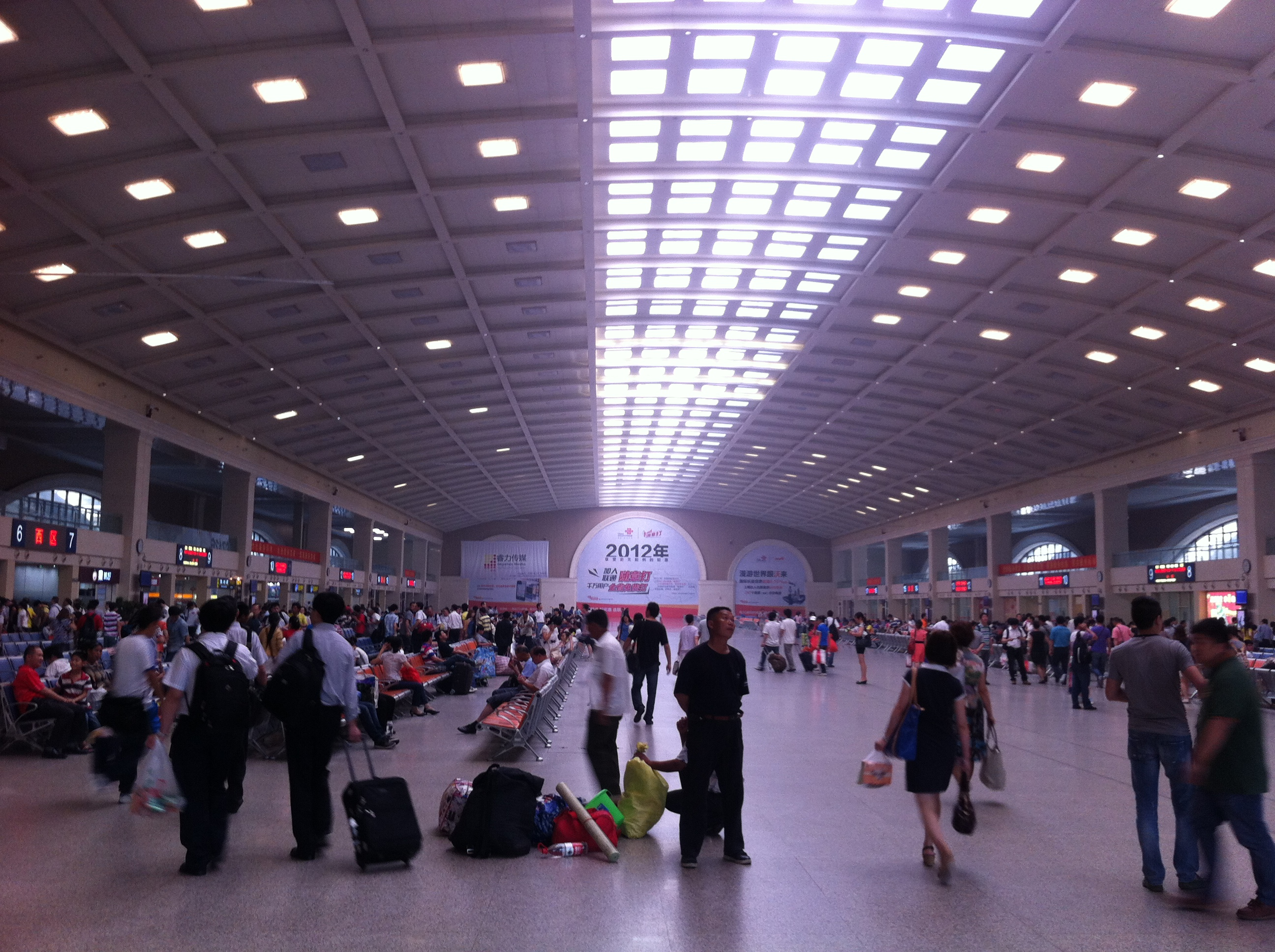
待合室

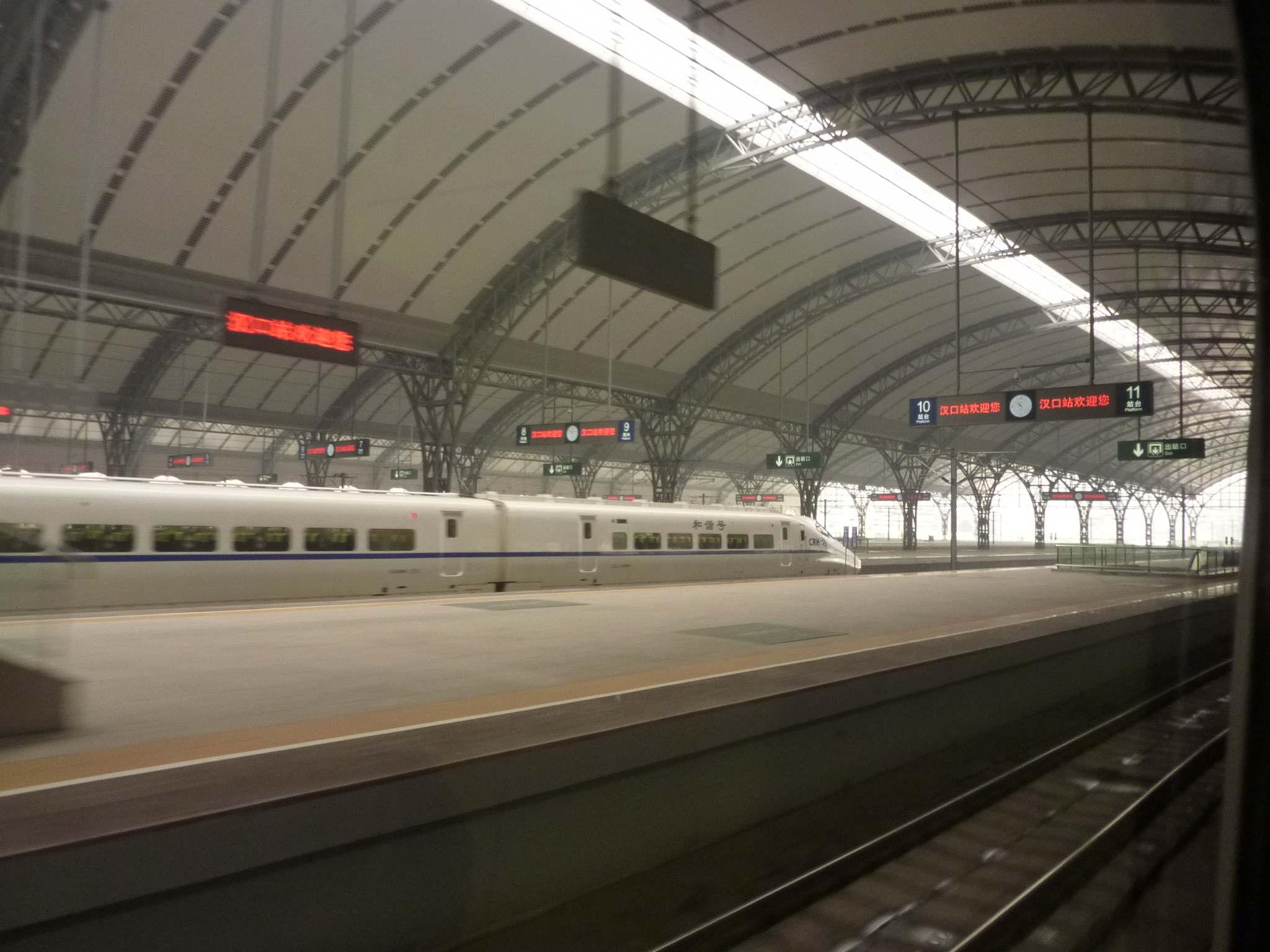
ホーム

## 利用状況
本駅は京広線、合武線、漢丹線、漢宜線の旅客を扱う一等駅で、各種別を含め2010年5月現在、毎日50本余りの旅客列車が発着する

## 歴史
本駅の歴史は1896年まで遡る事が出来る。現在の武漢市江岸区車站路付近に、1902年6月漢口大智門駅が開業し、当時のアジアでは最大規模であった。1950年に漢口駅へ改名した。
新たな漢口駅の建設が1987年4月に始まり、1991年4月21日に開業式典、10月に使用開始された。
2006年6月に武漢市は武昌駅と共に拡張改造工事を行う事にした。武漢地下鉄2号線が乗り入れ、金家墩バスターミナルも含め便利に乗換出来る様になった。2010年2月10日、春運時の大量の旅客に対応する為、拡張された施設の一部を投入した。ホームを倍にして、かつての大智門駅を模したヨーロッパ調の北駅舎が建設された。改建後には一等駅から特等駅に昇格した。
旧駅舎
旧漢口大智門駅の駅舎（江岸区京漢大道の側にある）は史蹟として保存されている。最寄り駅は武漢地下鉄1号線の大智路駅。

## 隣の駅
中国国鉄
京広線
丹水池駅 - 江岸西駅 - 漢口駅 - 漢西駅
合武線
横店東駅 - 漢口駅
漢丹線
漢口駅 - 新墩駅
漢宜線
漢口駅 - 漢川駅
武漢地下鉄
■2号線
長港路駅 - 漢口火車站駅 - 范湖駅